# الجمهورية الشعبية المنغولية
كانت جمهورية منغوليا الشعبية (بالمنغولية: Бүгд Найрамдах Монгол Ард Улс) دولة اشتراكية وحدوية ذات سيادة استمرت منذ عام 1924 حتى عام 1992، وكانت مجاورة لدولة منغوليا الحالية في شرق آسيا. حُكمت من قبل الحزب الشعب المنغولي الثوري وحافظت على روابط وثيقة بالاتحاد السوفييتي على مر تاريخها. جغرافيًا، كانت تحدها الصين من الجنوب والاتحاد السوفييتي (عبر جمهورية روسيا الاتحادية الاشتراكية السوفييتية) من الشمال. حتى عام 1944، كانت جمهورية منغوليا الثورية تحد أيضًا جمهورية توفان الشعبية، دولة سوفييتية تابعة كانت تحظى باعتراف منغوليا والاتحاد السوفييتي فقط.

## التاريخ

### تشكلها
منذ عام 1691 حتى عام 1911، حُكمت منغوليا الخارجية من قبل سلالة تشينغ المانشوية. في العقد الأول من القرن العشرين، بدأت حكومة تشينغ بتنفيذ ما سمي بالسياسات الجديدة التي كانت تهدف إلى دمج أوسع لمنغوليا الخارجية. مع انزعاجها من احتمال وقوع استعمار مماثل للتطورات في منغوليا الداخلية خلال القرن التاسع عشر، وجهت الأرستقراطية المنغولية أنظارها إلى الإمبراطورية الروسية من أجل الدعم. في أغسطس من عام 1911، توجه وفد منغولي إلى سان بيترسبرغ وحصلوا على تعهد بدعم محدود. حين عاد الوفد، كانت ثورة شينهاي، التي أفضت في نهاية المطاف إلى انهيار سلالة تشينغ، قد بدأت. في ديسمبر من عام 1911، خلع المغول أمبان سلالة تشينغ في أولان باتور وأعلنوا استقلالهم في ظل قيادة جيبتسوندامبا خوتكتو الثامن، الذي عُين بوغد خان على منغوليا، الأمر الذي شكل ابتعادًا عن سلالة تشينغ. فشلت محاولات ضم منغوليا الداخلية إلى الدولة الجديدة لأسباب عديدة، من بينها الضعف العسكري للمنغوليين الداخليين لتحقيق استقلالهم وافتقارهم للمساعدة الروسية (ارتبطت روسيا بشؤون منغوليا الداخلية من خلال معاهدات سرية مع اليابان) والافتقار للدعم من أرستقراطية منغوليا الداخلية وطبقة رجال الدين العليا. في اتفاقية كياختا لعام 1915، وافقت الصين وروسيا ومنغوليا على مكانة منغوليا كدولة تحتفظ بالحكم الذاتي في ظل السيادة الصينية.
وعلى الرغم من ذلك، تمكنت جمهورية الصين من استعمال الثورة الروسية والحرب الأهلية التي تلتها كذريعة لنشر قوات في منغوليا الخارجية، وفي العام 1919 أرغمت الحكومة المنغولية على توقيع معاهدة ألغت الحكم الذاتي لمنغوليا. وبحسب إفادات وكالة أسوشييتد برس، وقّع بعض زعماء المغول على عريضة تطالب الصين باستعادة إدارة منغوليا وإنهاء الحكم الذاتي لمنغوليا الخارجية. كان أمير توسييتو خان أيماك دارشين شين وانغ مناصرًا للحكم الصيني في حين كان شقيقه الأصغر تسيوانغ مناصرًا لأمير الحرب الروسي أونغيرن شتيرنبيرغ. أُسس حزب الشعب المنغولي في  ظل الاحتلال الصيني وتطلع مجددًا نحو الشمال، هذه المرة إلى الاتحاد السوفييتي، من أجل المساعدة. في الآونة نفسها، احتلت قوات الحركة البيضاء بقيادة رومان فون أونغيرن شتيرنبيرغ خوري في مطلع مارس 1921، وأعلنت حكومة ثيوقراطية الاستقلال عن الصين في 13 مارس. إلا أن الثورة المنغولية اندلعت وطُرد أونغيرن والقوات الصينية المتبقية في الأشهر التالية، وفي 6 يوليو من عام 1921 استولى حزب الشعب المنغولي وقوات سوفييتية على نيسلل خوري. أسس حزب الشعب حكومة جديدة، إلا أنه أبقى على البوغد خان كرئيس اسمي للدولة. ازداد نفوذ الاتحاد السوفييتي أكثر من أي وقت مضى من خلال صراعاتٍ عنيفة على السلطة، وبعد وفاة البوغد خان، أعلنت جمهورية منغوليا الشعبية في 26 نوفمبر 1924. تولت الحكومة السيطرة على ختم بوغد خان بعد وفاته بحسب دستور 26 نوفمبر لعام 1924 لجمهورية منغوليا الشعبية.
اقتُرح أن يضم مجال نفوذ زهانغ زولين («المقاطعات الثلاث الشرقية» الصينية) منغوليا الخارجية ضمن إدارته من قبل بوغدا خان وبودو في عام 1922 بعد استيلاء الشيوعيين المنغوليين المؤيدين للسوفييت على منغوليا الخارجية.